# Örebro City Golf & CC
Örebro City Golf & CC är en golfklubb i Örebro i Närke i området Gustavsvik mellan stadsdelarna Adolfsberg och Ladugårdsängen. Banan började byggas i slutet av 1980-talet och stod klar 1990. Delar av marken användes tidigare av Örebro flygfält. Klubben har två banor; en med 18 hål och en korthålsbana med 9hål. På banan finns ett klubbhus med butik och restaurang. Vintertid erbjuds längdskidoåkning på banan.
Sommaren 2018 tillkom två padelbanor.